# Івант (Техас)
Івант (англ. Evant) — місто (англ. town) в США, в округах Кор'єлл і Гамільтон штату Техас. Населення — 455 осіб (2020).

## Географія
Івант розташований за координатами 31°28′35″ пн. ш. 98°9′1″ зх. д. / 31.47639° пн. ш. 98.15028° зх. д. (31.476426, -98.150185).  За даними Бюро перепису населення США в 2010 році місто мало площу 1,59 км², уся площа — суходіл.

## Демографія
Згідно з переписом 2010 року, у місті мешкало 426 осіб у 159 домогосподарствах у складі 108 родин. Густота населення становила 267 осіб/км².  Було 199 помешкань (125/км²).
Расовий склад населення:
| - 91,1 % — білих - 0,7 % — корінних американців - 0,2 % — чорних або афроамериканців - 7,0 % — осіб інших рас |

До двох чи більше рас належало 0,9 %. Частка іспаномовних становила 16,4 % від усіх жителів.
За віковим діапазоном населення розподілялося таким чином: 26,8 % — особи молодші 18 років, 57,9 % — особи у віці 18—64 років, 15,3 % — особи у віці 65 років та старші. Медіана віку мешканця становила 38,0 року. На 100 осіб жіночої статі у місті припадало 107,8 чоловіків;  на 100 жінок у віці від 18 років та старших — 109,4 чоловіків також старших 18 років.
Середній дохід на одне домашнє господарство  становив 46 551 долар США (медіана — 39 250), а середній дохід на одну сім'ю — 50 473 долари (медіана — 46 667). Медіана доходів становила 35 208 доларів для чоловіків та 32 986 доларів для жінок. За межею бідності перебувало 27,9 % осіб, у тому числі 40,2 % дітей у віці до 18 років та 6,7 % осіб у віці 65 років та старших.
Цивільне працевлаштоване населення становило 192 особи. Основні галузі зайнятості: освіта, охорона здоров'я та соціальна допомога — 22,9 %, роздрібна торгівля — 16,1 %, будівництво — 15,1 %.